# Corey Brewer
Corey Wayne Brewer (Portland, 5 de março de 1986), é um ex jogador norte-americano de basquete profissional.
Saído da Universidade da Flórida, Brewer foi a sétima escolha geral no draft da NBA de 2007, selecionado pelo Minnesota Timberwolves. Em 2011, foi campeão da NBA pelo Dallas Mavericks.

## Estatísticas na NBA
| † | Quando foi campeão. |

### Temporada regular
| Ano      | Equipe    | PJ  | PT  | MPP  | %TC  | %3P  | %TL  | RPP | APP | ROB | TPP | PPP  |
| -------- | --------- | --- | --- | ---- | ---- | ---- | ---- | --- | --- | --- | --- | ---- |
| 2007-08  | Minnesota | 79  | 35  | 22.8 | .374 | .194 | .800 | 3.7 | 1.4 | 1.0 | .3  | 5.8  |
| 2008-09  | Minnesota | 15  | 8   | 20.5 | .411 | .417 | .737 | 3.3 | 1.7 | 1.0 | .2  | 6.2  |
| 2009-10  | Minnesota | 82  | 82  | 30.3 | .431 | .346 | .648 | 3.4 | 2.4 | 1.4 | .4  | 13.0 |
| 2010-11  | Minnesota | 56  | 22  | 24.3 | .384 | .263 | .708 | 2.7 | 1.4 | 1.6 | .2  | 8.6  |
| 2010-11† | Dallas    | 13  | 2   | 11.4 | .490 | .308 | .714 | 1.8 | .9  | .8  | .2  | 5.3  |
| 2011-12  | Denver    | 59  | 17  | 21.8 | .434 | .260 | .692 | 2.5 | 1.5 | 1.2 | .3  | 8.9  |
| 2012-13  | Denver    | 82  | 2   | 24.4 | .425 | .296 | .690 | 2.9 | 1.5 | 1.4 | .3  | 12.1 |
| 2013-14  | Minnesota | 81  | 81  | 32.2 | .481 | .280 | .718 | 2.6 | 1.7 | 1.9 | .4  | 12.3 |
| 2014-15  | Minnesota | 24  | 16  | 28.3 | .418 | .195 | .705 | 3.9 | 3.3 | 2.3 | .2  | 10.5 |
| 2014-15  | Houston   | 56  | 1   | 25.1 | .429 | .284 | .764 | 3.6 | 1.7 | 1.1 | .3  | 11.9 |
| 2015-16  | Houston   | 82  | 12  | 20.4 | .384 | .272 | .750 | 2.4 | 1.3 | 1.0 | .2  | 7.2  |
| Total    | Total     | 629 | 278 | 25.1 | .424 | .287 | .712 | 3.0 | 1.7 | 1.3 | .3  | 9.8  |

### Playoffs
| Ano   | Equipe  | PJ | PT | MPP  | %TC  | %3P  | %TL  | RPP | APP | ROB | TPP | PPP  |
| ----- | ------- | -- | -- | ---- | ---- | ---- | ---- | --- | --- | --- | --- | ---- |
| 2011† | Dallas  | 6  | 0  | 3.8  | .444 | .333 | .000 | .3  | .2  | .7  | .0  | 1.5  |
| 2012  | Denver  | 7  | 0  | 16.6 | .426 | .300 | .750 | 2.0 | .9  | 1.0 | .3  | 8.3  |
| 2013  | Denver  | 6  | 0  | 24.3 | .309 | .250 | .667 | 1.8 | 1.2 | 1.0 | .2  | 10.8 |
| 2015  | Houston | 17 | 0  | 25.2 | .431 | .286 | .636 | 2.8 | 1.1 | .6  | .2  | 11.2 |
| 2016  | Houston | 5  | 1  | 15.4 | .259 | .100 | .875 | 1.4 | 1.6 | .0  | .2  | 4.4  |
| Total | Total   | 41 | 1  | 19.3 | .391 | .261 | .674 | 2.0 | 1.0 | .7  | .2  | 8.4  |